# Lista de parques de Sorocaba
Jardim Botânico de Sorocaba
Parque João Câncio Pereira (Água Vermelha)
Localiza-se na rua Romênia, 150, travessa da Av. Londres, próximo à Av. Américo de Carvalho, no Jd. Europa. Possui 20 mil metros quadrados de área verde com três lagos, palmeiras e árvores frutíferas, sendo um excelente espaço de lazer. Inclui playground, aquário e viveiro de mudas.
Parque da ETA-Éden
Localiza-se no entorno da Estação de Tratamento de Água do bairro (ETA-Éden).
O Parque da ETA-Éden possui equipamentos de ginástica da "Academia ao Ar Livre", pista de caminhada e um deque de madeira sobre o manancial de captação da água, o que possibilitará uma ampla visualização da área do parque, composta por grande área de vegetação natural, com gramado e diferentes espécies de árvores nativas e frutíferas.
A ETA-Éden continuará integrando o sistema de distribuição de água de Sorocaba, porém, terá seu setor operacional isolado do espaço de lazer, que será aberto ao público.
Parque Ouro Fino
Uma área de fundo de vale com 96 mil m², uma riqueza natural é sua mata ciliar. Possui playground, campo de futebol e mesas para piqueniques. Situa-se à Rua Alexandre Caldini, 110, no Parque Ouro Fino.
Parque da Biquinha (Domingos Festa)
Localiza-se na Av. Comendador Pereira Inácio 1112, Jd. Emilia. O Local com uma topografia privilegiada por fazer parte de uma bacia hidrográfica com um lago e várias quedas de água, foi criado em 1976. Possui área de 27.766,675 m² Várias mudas de plantas de várias regiões brasileiras foram plantadas para o enriquecimento da paisagem e servindo como atrativo para diversas espécies de animais. Possui área apropriada para lazer, quiosques com churrasqueiras, local para piqueniques, playground e um delicado orquidário. Há no parque o “Jardim dos Beija-flores”, que abriga pequenas mudas de árvores e arbustos identificados com placas com o nome popular e o nome científico. 
Parque Natural dos Esportes Chico Mendes
Bastante apropriado para a prática de esportes e caminhada, o parque é uma área verde com uma cobertura vegetal predominante de eucaliptos e mata ciliar preservada, com 145 mil metros quadrados. Podem ser observados vários animais, como araras, pavões, patos e gansos. Foi criado em 22 de dezembro de 1977 e é apropriado para a realização de atividades educativas e eventos como a Expo-verde, feira de plantas e flores que conta com exposição de pesquisas realizados pelas Universidades da região. Situa-se à Av. Três de Março, 1.025, no Alto da Boa Vista.
Parque Zoológico Municipal de Sorocaba
Considerado um dos zoológicos mais completos da América Latina, o Parque Zoológico Municipal Quinzinho de Barros destaca-se por suas características que se apóiam na educação, lazer, pesquisa e conservação. Ocupa área de 150 mil metros quadrados, dos quais 17 mil são ocupados por um lago e outros 36 mil por vegetação natural da Mata Atlântica. Está localizado no bairro Vila Hortênsia, na zona leste da cidade. Recebe cerca de 1 milhão de visitantes por ano. Situa-se à Rua Teodoro Kaizel, 883, na Vila Hortênsia.
Parque do Paço Municipal
É a área onde se encontra o conjunto arquitetônico do Alto da Boa Vista (Palácio dos Tropeiros, Teatro Municipal Teotônio Vilela, Biblioteca Municipal Jorge Guilherme Senger e Câmara Municipal de Sorocaba), na Av. Eng. Carlos Reinaldo Mendes, 3.041. Possui área verde, equipamentos de exercício físicos, Pista de Caminhada “Odilon Araújo” e playground.
Parque Carlos Alberto de Souza
Situado na área central da Av. Antônio Carlos Comitre, no Parque Campolim. Possui área de 96.000m² com espelho d'água, três pistas de caminhada, com 1.500m, 1.900m e 2.600m, ilha de alongamento, equipamentos de exercícios.
Parque Kasato Maru
Jardim japonês situado no cruzamento das avenidas Antônio Carlos Comitre e Washington Luiz. Foi construído em homenagem aos 100 anos da imigração japonesa no Brasil. Possui portal Torii, globo terrestre metálico, espelho d'água, ponte Taiko Bashi, deque de madeira, pista de caminhada, área verde, cerejeiras e  arbustos de espécies típicas de jardins japoneses, sistema de iluminação com luminárias de estilo Suzuranto, três luminárias do tipo Toro e cascata.
Parque Miguel Gregório de Oliveira
Um dos maiores parques da cidade. Localiza-se entre os bairros Júlio de Mesquita Filho (Sorocaba 1) e Wanel Ville. Possui pista de caminhada de 1.300m em cimento e saibro e é aberto ao público 24h.
Parque Maestro Nilson Lombardi
Situa-se na confluência das avenidas Américo Figueiredo e Elias Maluf, Jd. Ipiranga, na região Cerrado-Zona Oeste. Conta com anfiteatro para 1.200 pessoas, ciclovia, pista de skate, duas quadras poliesportivas, pista de caminhada entre outras atividades de lazer.
Parque das Águas do Abaeté Maria Barbosa da Silva
Situa-se na ao lado da pista esquerda da Av. Marginal Dom Aguirre, entre os jardins Jardim Abaeté e Maria do Carmo. O Parque das Águas possui uma área total de 162 mil metros quadrados com pista de caminhada, ciclovia, pista de skate, playground, quadra de areia, anfiteatro, praça de eventos e sistemas paisagístico, urbanístico e de segurança. É aberto 24 horas. Esse parque foi construído na área de antigas lagoas de exploração de areia e argila como as da "ilhinha" e "draga".
Parque dos Espanhóis
Situa-se à Rua João Francisco das Neves, na Parada do Alto. É uma homenagem à colônia espanhola em Sorocaba. Foi implantado no antigo Centro Social Urbano (CSU) do bairro Pinheiros. O Parque dos Espanhóis tem 20 mil metros quadrados e possui pista de skate, quadra poliesportiva, campo de futebol, pista de caminhada, lago e playground semelhante ao existente no Paço Municipal e outros parques da cidade. Possui também com o maior palco ao ar livre de Sorocaba - o Teatro 'Juan Santisteban Diaz', com capacidade para cerca de 20 mil espectadores, apto para receber grandes eventos artísticos e culturais. O espaço conta com cobertura, sistemas de som, iluminação especial. O Parque dos Espanhóis é considerado um dos maiores espaços públicos em funcionamento na cidade. O pórtico da entrada principal foi desenhado em estilo típico da Espanha da Idade Média. O acesso ao parque pode ser feito pela Rua Campos Sales, bairro Pinheiros, região Além Ponte.
Parque Linear do Rio Sorocaba “Dr. Armando Pannunzio” (proposto)
Situa-se na Av. Dom Aguirre, margem direita do rio Sorocaba. É uma proposta lançada em 27 de junho de 2008, que visa integrar os elementos naturais presentes na margem direita do rio e valorizá-lo como espaço de preservação ambiental, cultural e de lazer, aliado ao programa de despoluição do rio Sorocaba. O parque percorrerá 10.480 metros do trecho urbano do rio Sorocaba ao longo da avenida Dom Aguirre, entre a avenida Camilo Júlio e a divisa com Votorantim, com ciclovia, paisagismo, arborização, iluminação e calçadas para caminhada. O espaço contará com quiosques, deques, paraciclos, bancos, placas informativas e educativas sobre a flora e a fauna nativas do local e 14 quilômetros de ciclovias (nas margens esquerda e direita). Outros dispositivos existentes ao longo da avenida reforçam a vocação do rio como ponto de esportes, educação e lazer, como a Estação de Tratamento de Esgoto Sorocaba-1, a Usina Cultural “Etore Marangoni” e o Centro Esportivo “André Matiello”.
Reserva Florestal Bráulio Guedes
É uma unidade de preservação fechada para visitação do público. 
Unidade de Preservação Governador Mário Covas
É uma unidade de preservação de 500.000 m² fechada para visitação do público. Situa-se no distrito de Cajuru.
Parque Amadeu Franciulli
Situa-se à rua José Martinez Peres, no Parque Vitória Régia, na margem do rio Sorocaba. Possui área verde arborizada, pista de caminhada, lago e playground.
Parque João Pellegrini
Situa-se no bairro Central Parque, entre ruas Érico Veríssimo, Giuseppina Cagliero e Mário Soave. Possui a pista de Caminhada "Alfredo Elias Daher", com 2 mil metros de extensão, e um teatro de arena, para um público de 340 pessoas.
Parque Santi Pegoretti
Situa-se à rua Atílio Silvano, no Jd. Maria Eugênia. Possui área verde arborizada com pista de caminhada, aparelhos para a prática de exercícios físicos, quiosque e ciclovia.
Parque Seicho-No-Iê
Situa-se à rua Carmen Gallan Archilla, no Parque Três Meninos. Possui área verde arborizada com pista de caminhada, quadra poliesportiva, anfiteatro, bancos.
Parque Natural da Cachoeira Doutor Eduardo Alvarenga
Situa-se no bairro Wanel Ville.
Parque Florestal Municipal Pedro Paes de Almeida
Área de Lazer Amália Helena Bertelle Camargo
Situa-se no cruzamento das avenidas Vinicius de Moraes e Gualberto Moreira, Parque São Bento. A área possui playground, bancos, quiosque, quadra de areia, espaço multiuso para ginástica e alongamento, pista de caminhada, quadra de concreto com arquibancadas (usada como anfiteatro), área verde arborizada e Núcleo de Segurança Comunitária da Guarda Municipal – Funciona 24 horas.
Área de Lazer Pedro de Godoy
Localiza-se na rua Itanguá, nas proximidades da escola municipal do bairro. O parque tem aproximadamente 20 mil metros quadrados. Com dez mil metros quadrados de área gramada, árvores e arbustos, campo de futebol gramado (com arquibancada), quadra de areia, duas quadras poliesportivas em concreto, duas pistas de caminhada, mirante com vista para a cidade, centro comunitária e Núcleo de Segurança Comunitário da Guarda Municipal – Funciona 24 horas.
Horto Florestal Municipal "Cruz de Ferro"
Localiza-se entre os bairros Recreio dos Sorocabanos e Parque São Bento, na Zona Norte da cidade.
________________________________________________________________________________________________